# Atheris
Atheris Cope, 1862 è un genere di serpenti della famiglia Viperidae che si trova in tutta l'Africa subsahariana tranne che nell'Africa meridionale. Confinati nelle zone delle foreste pluviali, molti membri hanno una distribuzione isolata e frammentata. In un interessante esempio di convergenza evolutiva, possiedono molte caratteristiche in comune con gli arboricoli crotalini dell'Asia e dell'America del Sud.

## Descrizione
Hanno una dimensione relativamente piccola, che va dai 10 cm di lunghezza degli Atheris katangensis ai 78 degli Atheris squamigera. Ciascuna specie possiede un'ampia testa triangolare, distinta dal collo. Anche il canthus rostralis è ben distinto. Gli occhi sono relativamente grandi e le pupille ellittiche.
Il corpo è snello, affusolato e leggermente compresso. Lungo il corpo centrale ci sono 14-36 righe di squame dorsali.

## Tassonomia
Il genere comprende le seguenti specie:
- Atheris acuminata Broadley, 1998
- Atheris barbouri Loveridge, 1930
- Atheris broadleyi Lawson, 1999
- Atheris ceratophora Werner, 1895
- Atheris chlorechis (Pel, 1851)
- Atheris desaixi Ashe, 1968
- Atheris hirsuta Ernst & Rödel, 2002
- Atheris hispida Laurent, 1955
- Atheris katangensis de Witte, 1953
- Atheris mabuensis Branch & Bayliss, 2009
- Atheris matildae Menegon, Davenport & Howell, 2011
- Atheris nitschei Tornier, 1902
- Atheris rungweensis Bogert, 1940
- Atheris squamigera (Hallowell, 1854)
- Atheris subocularis Fischer, 1888